# Chenet des Pierres
Le Chenet des Pierres est un site archéologique situé près du hameau des Moulins à Bozel en Tarentaise à 950 m d'altitude. Il a été occupé de -4600 à -2800, ce qui correspond au néolithique moyen et à la première moitié du néolithique final.

## Description
Situé sur une pente exposée au nord-ouest, le site présente une succession de petites terrasses encombrées de grands blocs de quartzite. Découvert en 1908, il a fait l'objet d'une étude détaillée de 1999 à 2016 qui a permis de recueillir plus de 160 kg de tessons de céramique. Les productions du Ve millénaire voient l'association d'éléments du style rhodanien de Saint-Uze et de la culture nord-italienne des vases à bouche carrée, qu'ils soient ornés ou non.
Le mobilier du IVe millénaire souligne les liens entre les vallées alpines, notamment avec le Valais et le val de Suse, par la présence d'éléments des styles de Saint-Léonard, Chiomonte, La Roberte, Lagozza et Cortaillod,.
L'outillage en pierre est abondant, souvent de fabrication locale, mais ne porte que peu de traces d'utilisation. Ce sont notamment des percuteurs en quartzite ainsi que des meules, des polissoirs et des petits outils en schiste ou en dolomie. A cela vient s'ajouter toute une série d'artefacts en pierre verte (éclogite et serpentine) provenant de la région du mont Viso et polis sur place.
L'analyse archéobotanique montre l'existence d'une chênaie ouverte anthropisée marquée par la présence d'espèces de reconquête telles que noisetiers, genévriers, frênes, bouleaux et pins. Parmi les fruits et les graines, les plantes cultivées prédominent:  blé nu, engrain, amidonnier, orge, pois, pavot à opium. D'autres proviennent de la cueillette: noisettes, pommes sauvages, framboises, glands, baies de sureau noir ou à grappes ainsi que pignons de pin cembre et prunelles.
Par la suite, des terrasses ont été aménagées à partir du néolithique final à des fins agricoles. Des structures des murets ont été datées de – 550 et -1300.